# Club Náutico Hacoaj

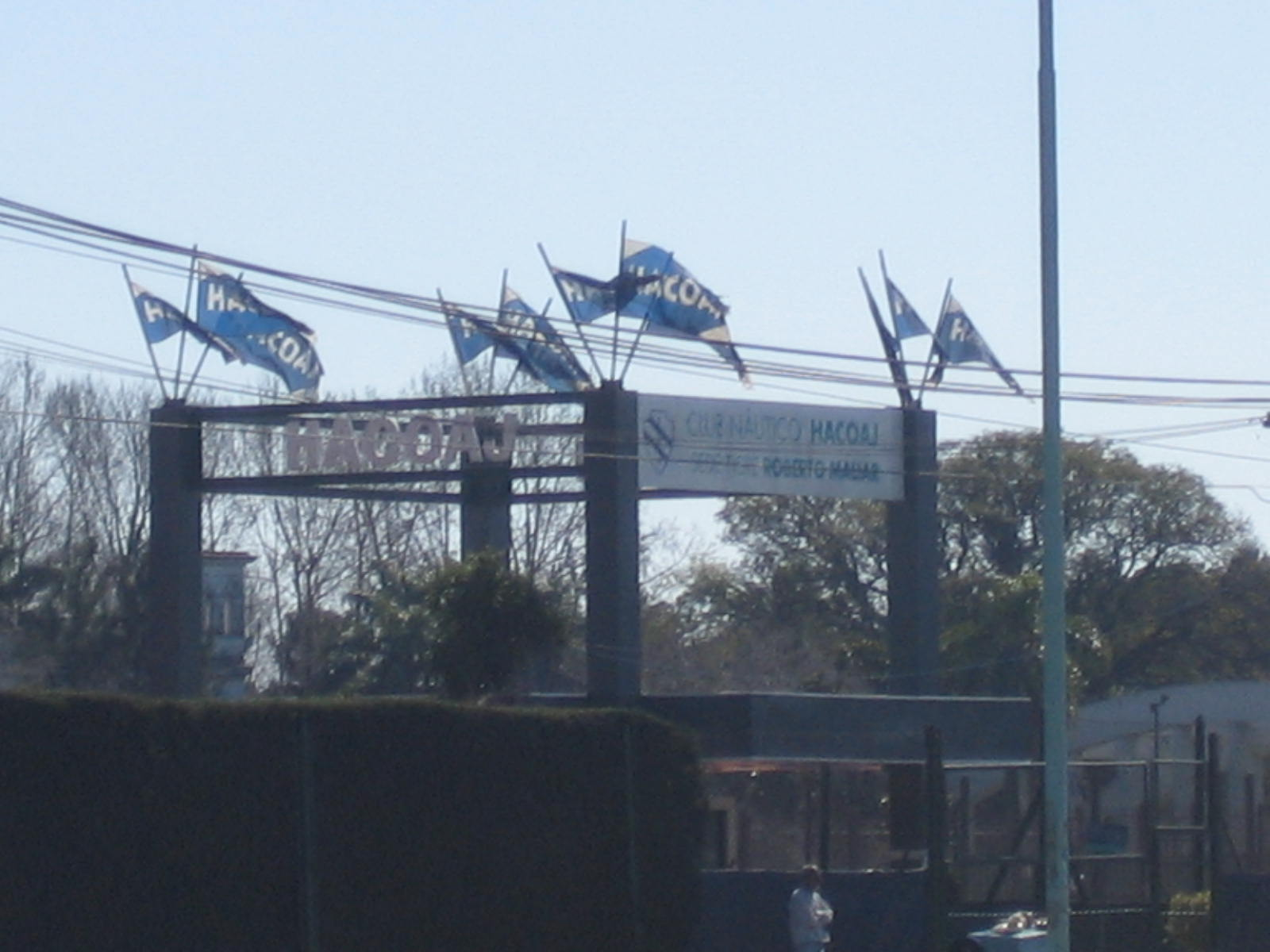
Entrada de la sede del Tigre del club

El Club Náutico Hacoaj es un club privado con fines sociales y deportivos situado en avenida Luis García 943 en la ciudad de Tigre, provincia de Buenos Aires, a unos 30 km de la ciudad de Buenos Aires, Argentina.

## Historia
Luego de que su solicitud de inscripción en un tradicional club de remo fuese desestimada, la noche del 24 de diciembre de 1935, un grupo de 20 jóvenes judíos argentinos (Mauricio Vaisenstein, Bernardo Müller, Marcos Yoguel, David Grichener, Marcos Braguinsky, Moisés Berestovoy, Benzión Zuker, Juan Malamud, Salomón Kotín, Isaac Ajler, Humberto Minces, Moisés Makaroff, Jacobo Feuerman, Enrique Cornblit, Bernardo Teitelman, Armando Grinberg, Ricardo Roses, Ángel Grichener, Herman Krasilovsky e Israel Jacobo Jasnis) liderados por Mauricio Schverlij crearon el Club Náutico Israelita, nombre tomado como provisional, hasta tanto una asamblea de socios decidiera el definitivo, lo que ocurrió poco tiempo después, cuando se adoptó el de Club Náutico Hacoaj, en honor del homónimo Hakoah de Viena (Austria) por entonces destruido por los nazis y reabierto en 2008.
El domingo 11 de octubre de 1936, Hacoaj inauguró oficialmente sus instalaciones en el Tigre, una pequeña quinta alquilada con una rampa, unos pocos botes, canchas de tenis, básquetbol, bochas, fútbol, un edificio central de estilo colonial, dormitorios y una pista de baile de madera.
El club obtuvo su afiliación a la Unión de Remeros Aficionados del Río de la Plata recién en 1948, al mismo tiempo de la independencia del estado de Israel, luego de 10 años de solicitudes rechazadas y cambios de los estatutos de la misma. En 1943 se estableció que si un club era rechazado tres veces, debía esperar cinco años para volver a solicitar su incorporación, siendo Hacoaj la única institución en esa posición.
Sus remeros han participado en competencias nacionales e internacionales, destacando en estas últimas la participación en los Juegos Macabeos Internacionales que se realizan cada 4 años en Israel.
Sus instalaciones suelen ser utilizadas por el intendente de la localidad para actos políticos, para recibir donaciones para personas en situaciones de crisis como durante las inundaciones, o para lanzamientos de pruebas deportivas y maratones.
Durante muchos años el club luchó con un proyecto que finalmente se logró gracias a la colaboración de la Prefectura, donde se solicitaba que se regulara el tránsito fluvial en el Delta para poder continuar con las prácticas de remo sin sufrir accidentes.

## Sedes
El club posee 4 sedes:
- Sede Capital: Estado de Israel 4156, ciudad de Buenos Aires
- Sede Tigre Roberto Maliar: Calle Luis García 943, Tigre, provincia de Buenos Aires
- Sede Club de Campo Hacoaj Tigre: Ruta 27 N.º 4002 y Toscanelli (1648), Rincón de Milberg, Tigre, provincia de Buenos Aires
- Sede Isla: Río Sarmiento N.º 20, Delta del Paraná, Tigre, provincia de Buenos Aires

## Deportes practicados en el club
- Atletismo
- Básquet
- Bochas
- Canotaje
- Cestoball
- Fútbol
- Gimnasia deportiva
- Golf
- Hockey sobre césped[15][16][17][18][19]
- Judo
- Paddle
- Remo
- Sóftbol
- Tenis[20][21][22]
- Voleibol[23]

## Fútbol
Organizado desde hace varios años y con árbitros que dirigen habitualmente en torneos de AFA, se lleva a cabo un Torneo Interno en la sede de Club de Campo y en la Sede Tigre.

### Llegada a la AFA
Tuvo su debut el 7 de octubre de 2001, cayendo de local por 1 a 0 ante Luján, por la primera fase del Torneo Argentino B 2001-02. Su primer triunfo llegó el día 21 por 2 a 0 en su visita a Palometas. Tras una serie de triunfos y empates, avanzó primero de su zona. En la siguiente fase, quedó eliminado ante Racing, al caer 2 a 0 en Colón y 2 a 1 de local.
Desde 2008 hasta febrero de 2014, el director técnico del equipo de fútbol fue Jorge Cembal. Durante ese período, participó en el Torneo Argentino B con jugadores amateurs y en el Torneo del Interior. El equipo de Hacoaj, bajo la dirección de Cembal, ganó cuatro campeonatos en AIFA, dos copas Challenger, un título de primera en Faccma, dos títulos y un subcampeonato en la Liga de Escobar.
Junto a Cembal, después de tres temporadas jugando en el Argentino C, el equipo ascendió al Argentino B. Pasaron de jugar en AIFA a jugar en AFA. Sus jugadores,  todos amateurs, tienen profesión o estudian. Hacoaj resultó bicampeón Clausura 2012 y Apertura 2013 de la Liga de Escobar. La marca de indumentaria Dana les esponsoreó la ropa de azul y blanco para los entrenamientos y partidos.
Los últimos campeonatos conseguidos por esta institución fueron en la Primera de FACCMA en el Clausura de 2015, el Apertura de 2016, Clausura 2018 y recientemente el Clausura 2019; mientras que la Sub-20 de Liga Escobar fue campeona en 2016.

### Actualidad
En marzo de 2021, expresó su deseo de volver a afiliarse directamente a la Asociación del Fútbol Argentino, para participar en la Primera D.
Actualmente participa en el nuevo Torneo Promocional Amateur, que tiene su primera edición en 2024 y participa del Torneo Regional Federal Amateur en la Temporada 2024-25, siendo el segundo club que participa en dos categorías del fútbol argentino al mismo tiempo, junto con el Deportivo Camioneros.

## Deportistas reconocidos
- Diego Schwartzman - Tenis[20][21][22]
- Diego Placente - Fútbol, jugador de la Selección argentina
- Daniel Brailovsky - Fútbol, jugador de la Selección argentina y la Selección israelí
- Pilar Campoy - Hockey sobre césped, jugadora de la Selección nacional
- Giselle Kañevsky - Hockey sobre césped, jugadora de la Selección nacional
- Elizabeth Waisse - Cestoball, Olimpia de Plata 1982
- Daniela Lievendag - Cestoball, Olimpia de Plata 1979, 1983 y 1985 (primer Olimpia para un jugador de Hacoaj)
- Patricia Sagorsky - Cestoball, Olimpia de Plata 1980 y 1986
- Abelardo Zstrum - Canotaje, Olimpia de Plata 1996
- Roberta Werthein - Hockey sobre césped, jugadora de la Selección nacional

## Datos del club

### Temporadas
- Temporadas en Cuarta División: 2
  - en el Torneo Argentino B: 2 (2001/02 y 2013/14)

- Temporadas en Quinta División: 9
  - en el Torneo del Interior: 6 (2007, 2009, 2010, 2011, 2012 y 2013)
  - en el Torneo Federal C: 2 (2015 y 2018)
  - en el Torneo Promocional Amateur: 1 (2024)